# Ranunculus amabilis
Ranunculus amabilis är en ranunkelväxtart som först beskrevs av Valta, och fick sitt nu gällande namn av S. Ericsson. Ranunculus amabilis ingår i släktet ranunkler, och familjen ranunkelväxter. Inga underarter finns listade i Catalogue of Life.